# Чемпіонат ФРН з футболу 1971—1972: Бундесліга
Сезон Бундесліги 1971–1972 був 9-им сезоном в історії Бундесліги, найвищого дивізіону футбольної першості ФРН. Він розпочався 14 серпня 1971 і завершився 28 червня 1972 року. Діючим чемпіоном країни була «Боруссія» (Менхенгладбах), яка не змогла захистити чемпіонський титул, посівши лише третє місце і поступившись дванадцятьма турнірними очками мюнхенській «Баварії», яка й стала переможцем сезону.

## Формат змагання
Кожна команда грала з кожним із суперників по дві гри, одній вдома і одній у гостях. Команди отримували по два турнірні очки за кожну перемогу і по одному очку за нічию. Якщо дві або більше команд мали однакову кількість очок, розподіл місць між ними відбувався за різницею голів, а за їх рівності — за кількістю забитих голів. Команда з найбільшою кількістю очок ставала чемпіоном, а дві найгірші команди вибували до Регіоналліги.

## Зміна учасників у порівнянні з сезоном 1970–71
«Кікерс» (Оффенбах) і «Рот-Вайс» (Ессен) за результатами попереднього сезону вибули до Регіоналліги, фінішувавши на двох останніх місцях турнірної таблиці попереднього сезону. На їх місце до вищого дивізіону підвищилися «Бохум» і «Фортуна» (Дюссельдорф), що виграли свої групи плей-оф.

## Команди-учасниці
| Клуб                            | Стадіон             | Вміщує  |
| ------------------------------- | ------------------- | ------- |
| «Герта» (Берлін)                | Олімпіаштадіон      | 100,000 |
| «Армінія» (Білефельд)           | Білефельд Альм      | 32,000  |
| «Бохум»                         | Воновія Рурштадіон  | 40,000  |
| «Айнтрахт» (Брауншвейг)         | Айнтрахтштадіон     | 38,000  |
| «Вердер»                        | Везерштадіон        | 32,000  |
| «Боруссія» (Дортмунд)           | Роте Ерде           | 30,000  |
| «Дуйсбург»                      | Ведауштадіон        | 38,500  |
| «Фортуна» (Дюссельдорф)         | Флінгер Бройх       | 28,000  |
| «Айнтрахт» (Франкфурт-на-Майні) | Вальдштадіон        | 87,000  |
| «Гамбург»                       | Фолькспаркштадіон   | 80,000  |
| «Ганновер 96»                   | АВД-Арена           | 86,000  |
| «Кайзерслаутерн»                | Бетценберг          | 42,000  |
| «Кельн»                         | Рейн Енергі Штадіон | 76,000  |
| «Боруссія» (Менхенгладбах)      | Бекельбергштадіон   | 34,500  |
| «Баварія» (Мюнхен)              | Грюнвальдер         | 44,300  |
| «Рот-Вайс» (Обергаузен)         | Нідеррайнштадіон    | 30,000  |
| «Шальке 04»                     | Глюкауф-Кампфбан    | 35,000  |
| «Штутгарт»                      | Мерседес-Бенц Арена | 53,000  |

## Турнірна таблиця
| Поз | Команда                         | І  | В  | Н  | П  | ГЗ  | ГП | РГ  | О  | Кваліфікація або пониження                    |
| --- | ------------------------------- | -- | -- | -- | -- | --- | -- | --- | -- | --------------------------------------------- |
| 1   | «Баварія» (Мюнхен) (C)          | 34 | 24 | 7  | 3  | 101 | 38 | +63 | 55 | Перший раунд Кубка чемпіонів 1972—1973        |
| 2   | «Шальке 04»                     | 34 | 24 | 4  | 6  | 76  | 35 | +41 | 52 | Перший раунд Кубка володарів кубків 1972—1973 |
| 3   | «Боруссія» (Менхенгладбах)      | 34 | 18 | 7  | 9  | 82  | 40 | +42 | 43 | Перший раунд Кубка УЄФА 1972—1973             |
| 4   | «Кельн»                         | 34 | 15 | 13 | 6  | 64  | 44 | +20 | 43 | Перший раунд Кубка УЄФА 1972—1973             |
| 5   | «Айнтрахт» (Франкфурт-на-Майні) | 34 | 16 | 7  | 11 | 71  | 61 | +10 | 39 | Перший раунд Кубка УЄФА 1972—1973             |
| 6   | «Герта» (Берлін)                | 34 | 14 | 9  | 11 | 46  | 55 | −9  | 37 |                                               |
| 7   | «Кайзерслаутерн»                | 34 | 14 | 7  | 13 | 59  | 53 | +6  | 35 | Перший раунд Кубка УЄФА 1972—1973             |
| 8   | «Штутгарт»                      | 34 | 13 | 9  | 12 | 52  | 56 | −4  | 35 |                                               |
| 9   | «Бохум»                         | 34 | 14 | 6  | 14 | 59  | 69 | −10 | 34 |                                               |
| 10  | «Гамбург»                       | 34 | 13 | 7  | 14 | 52  | 52 | 0   | 33 |                                               |
| 11  | «Вердер»                        | 34 | 11 | 9  | 14 | 63  | 58 | +5  | 31 |                                               |
| 12  | «Айнтрахт» (Брауншвейг)         | 34 | 8  | 15 | 11 | 43  | 48 | −5  | 31 |                                               |
| 13  | «Фортуна» (Дюссельдорф)         | 34 | 10 | 10 | 14 | 40  | 53 | −13 | 30 |                                               |
| 14  | «Дуйсбург»                      | 34 | 10 | 7  | 17 | 36  | 51 | −15 | 27 |                                               |
| 15  | «Рот-Вайс» (Обергаузен)         | 34 | 7  | 11 | 16 | 33  | 66 | −33 | 25 |                                               |
| 16  | «Ганновер 96»                   | 34 | 10 | 3  | 21 | 54  | 69 | −15 | 23 |                                               |
| 17  | «Боруссія» (Дортмунд) (R)       | 34 | 6  | 8  | 20 | 34  | 83 | −49 | 20 | Пониження у класі до Регіоналліги             |
| 18  | «Армінія» (Білефельд) (R)       | 0  | 0  | 0  | 0  | 0   | 0  | 0   | 0  | Пониження у класі до Регіоналліги             |

1. ↑  Оскільки «Шальке 04» кваліфікувався до Кубка володарів кубків, його місце у Кубку УЄФА перейшло до фіналіста національного кубка «Кайзерслаутерна».
2. ↑  «Армінія» (Білефельд) була понижена у класі рішенням Німецького футбольного союзу за результатами розслідування скандалу з договірними іграми. Усі результати «Армінії» (6 перемог, 7 нічиїх, 21 поразок, різниця голів 41–75, 19 очок) були анульовані, утім команда все одно була б останньою у турнірній таблиці.

## Результати
| Команда                         | ГЕР | АРМ | БОХ | АЙБ | ВЕР | БРД  | ДУЙ | ФОД | АЙФ | ГАМ | ГАН | КАЙ | КЕЛ | БРМ | БАВ | РВО | Ш04 | ШТТ |
| ------------------------------- | --- | --- | --- | --- | --- | ---- | --- | --- | --- | --- | --- | --- | --- | --- | --- | --- | --- | --- |
| «Герта» (Берлін)                | —   | 1–1 | 1–2 | 1–0 | 2–1 | 2–1  | 1–0 | 1–1 | 0–0 | 2–0 | 3–1 | 2–1 | 1–1 | 2–1 | 2–2 | 2–0 | 3–0 | 2–1 |
| «Армінія» (Білефельд)           | 1–1 | —   | 3–1 | 1–7 | 1–0 | 3–1  | 2–0 | 1–3 | 3–4 | 2–2 | 1–0 | 1–1 | 2–3 | 2–3 | 0–1 | 0–1 | 1–1 | 1–0 |
| «Бохум»                         | 4–2 | 2–1 | —   | 1–0 | 4–2 | 4–2  | 3–1 | 3–1 | 3–1 | 2–1 | 2–2 | 4–2 | 1–5 | 0–2 | 0–2 | 2–0 | 0–2 | 1–1 |
| «Айнтрахт» (Брауншвейг)         | 1–1 | 3–2 | 0–2 | —   | 1–1 | 2–0  | 2–0 | 1–1 | 2–0 | 1–1 | 3–0 | 1–1 | 0–1 | 2–1 | 1–1 | 0–0 | 0–0 | 1–1 |
| «Вердер»                        | 5–0 | 4–0 | 2–0 | 2–4 | —   | 3–1  | 1–1 | 1–1 | 3–1 | 4–0 | 2–1 | 2–2 | 2–2 | 2–2 | 1–2 | 4–0 | 2–0 | 2–3 |
| «Боруссія» (Дортмунд)           | 1–2 | 1–0 | 1–1 | 2–2 | 1–5 | —    | 2–3 | 1–0 | 3–1 | 1–1 | 1–1 | 2–1 | 0–0 | 0–0 | 0–1 | 2–1 | 0–3 | 0–4 |
| «Дуйсбург»                      | 2–0 | 4–0 | 2–2 | 0–0 | 2–0 | 2–1  | —   | 0–0 | 0–1 | 2–4 | 2–1 | 1–0 | 1–1 | 1–5 | 3–0 | 0–0 | 2–0 | 1–2 |
| «Фортуна» (Дюссельдорф)         | 1–0 | 3–2 | 3–1 | 0–0 | 1–3 | 4–1  | 0–0 | —   | 1–0 | 0–0 | 2–0 | 0–3 | 1–1 | 0–2 | 0–1 | 1–1 | 0–2 | 4–0 |
| «Айнтрахт» (Франкфурт-на-Майні) | 1–1 | 5–2 | 3–2 | 1–1 | 4–0 | 5–2  | 2–1 | 4–2 | —   | 4–0 | 3–1 | 1–0 | 2–2 | 3–0 | 3–2 | 3–0 | 2–0 | 4–1 |
| «Гамбург»                       | 1–2 | 1–0 | 3–2 | 3–1 | 2–1 | 0–0  | 2–0 | 3–3 | 5–1 | —   | 2–0 | 4–0 | 1–1 | 1–0 | 1–4 | 3–0 | 0–1 | 1–2 |
| «Ганновер 96»                   | 1–1 | 3–1 | 4–0 | 3–0 | 5–1 | 2–3  | 3–2 | 5–0 | 3–1 | 2–3 | —   | 1–2 | 1–4 | 2–0 | 1–3 | 1–0 | 1–5 | 3–0 |
| «Кайзерслаутерн»                | 3–4 | 2–1 | 4–1 | 2–2 | 2–1 | 6–0  | 1–0 | 3–1 | 1–1 | 2–1 | 2–0 | —   | 2–0 | 1–0 | 0–2 | 0–0 | 2–2 | 3–1 |
| «Кельн»                         | 3–0 | 1–0 | 1–1 | 2–0 | 0–0 | 2–1  | 4–1 | 1–2 | 1–1 | 3–0 | 3–1 | 4–2 | —   | 4–3 | 1–4 | 4–0 | 0–1 | 4–1 |
| «Боруссія» (Менхенгладбах)      | 5–2 | 5–1 | 1–1 | 4–1 | 2–2 | 7–1  | 3–0 | 1–2 | 6–2 | 1–0 | 3–0 | 2–1 | 3–0 | —   | 2–2 | 5–2 | 7–0 | 0–0 |
| «Баварія» (Мюнхен)              | 1–0 | 1–1 | 5–1 | 4–1 | 6–2 | 11–1 | 5–1 | 3–1 | 6–3 | 4–3 | 3–1 | 3–1 | 1–1 | 2–0 | —   | 7–0 | 5–1 | 2–2 |
| «Рот-Вайс» (Обергаузен)         | 5–2 | 2–0 | 2–3 | 1–1 | 2–2 | 1–1  | 0–1 | 2–0 | 1–0 | 1–0 | 3–2 | 2–5 | 1–1 | 0–4 | 1–1 | —   | 2–3 | 1–1 |
| «Шальке 04»                     | 4–0 | 6–2 | 4–1 | 5–1 | 2–0 | 1–0  | 2–0 | 3–0 | 2–0 | 3–0 | 5–0 | 3–0 | 6–2 | 1–1 | 1–0 | 4–0 | —   | 2–1 |
| «Штутгарт»                      | 3–0 | 2–2 | 3–2 | 3–1 | 1–0 | 2–0  | 1–0 | 3–1 | 4–4 | 0–3 | 3–2 | 3–1 | 1–1 | 0–1 | 1–4 | 1–1 | 0–1 | —   |

## Найкращі бомбардири
40 голів
- Герд Мюллер («Баварія» (Мюнхен))

22 голи
- Клаус Фішер («Шальке 04»)
- Ганс Валіца («Бохум»)

20 голів
- Фердінанд Келлер («Ганновер 96»)

19 голів
- Юпп Гайнкес («Боруссія» (Менхенгладбах))

18 голів
- Клаус Шеєр («Шальке 04»)

17 голів
- Гюнтер Нетцер («Боруссія» (Менхенгладбах))

16 голів
- Бернд Рупп («Кельн»)

13 голів
- Улі Генесс («Баварія» (Мюнхен))
- Ідріс Гошич («Кайзерслаутерн»)
- Бернд Нікель («Айнтрахт» (Франкфурт-на-Майні))
- Вернер Вайст («Вердер»)

## Склад чемпіонів
| «Баварія» (Мюнхен) |
| --- |
| Воротарі: Зепп Маєр (34); Манфред Зайферт (1). Захисники: Франц Бекенбауер (34 / 6); Джонні Хансен (32 / 4); Ганс-Георг Шварценбек (32 / 1); Пауль Брайтнер (30 / 4); Герварт Коппенгефер (14); Гюнтер Рибарчик (4). Півзахисники: Улі Генесс (34 / 13); Франц Рот (32 / 12); Райнер Цобель (32 / 4). Нападники: Герд Мюллер (34 / 40); Франц Краутгаузен (28 / 5); Вольфганг Зюнгольц (25 / 4); Едгар Шнайдер (23 / 2); Вільгельм Гоффманн (16 / 3); Франц Гербер (1). (кількість ігор і голів наведені у дужках) Головний тренер: Удо Латтек. Був у заявці, але не взяв участі у жодній грі чемпіонату: Герберт Шредер. |